# جيمس جيفرسون بريت
جيمس جيفرسون بريت هو محامي وسياسي أمريكي، ولد في 4 مارس 1861 في مقاطعة يونيكوا في الولايات المتحدة، وتوفي في 26 ديسمبر 1939 في آشفيل في الولايات المتحدة. نشط حزبياً في الحزب الجمهوري. وقد انتخب عضو مجلس ولاية كارولاينا الشمالية ‏ وانتخب عضو مجلس النواب الأمريكي.